# Spiridon Gopčević
Spiridon Gopčević, (también conocido por el seudónimo Leo Brenner) (serbio cirílico: Спиридон Гопчевић; 9 de julio de 1855–1928 o 1936) fue un historiador y astrónomo serbio-austríaco nacido en Trieste.

## Biografía
Su padre, también llamado Spiridon, era un importante naviero de Trieste, entonces en el litoral austríaco (actualmente Italia), originario del pueblo de Podi cercano a Herceg Novi, en Boas de Kotor (actualmente Montenegro), entonces una parte del Imperio Austríaco. Tras la muerte de su padre, cuando Spiridon era un niño, fue enviado a Viena para ser educado. Después de la muerte de su madre, inició su carrera como periodista.

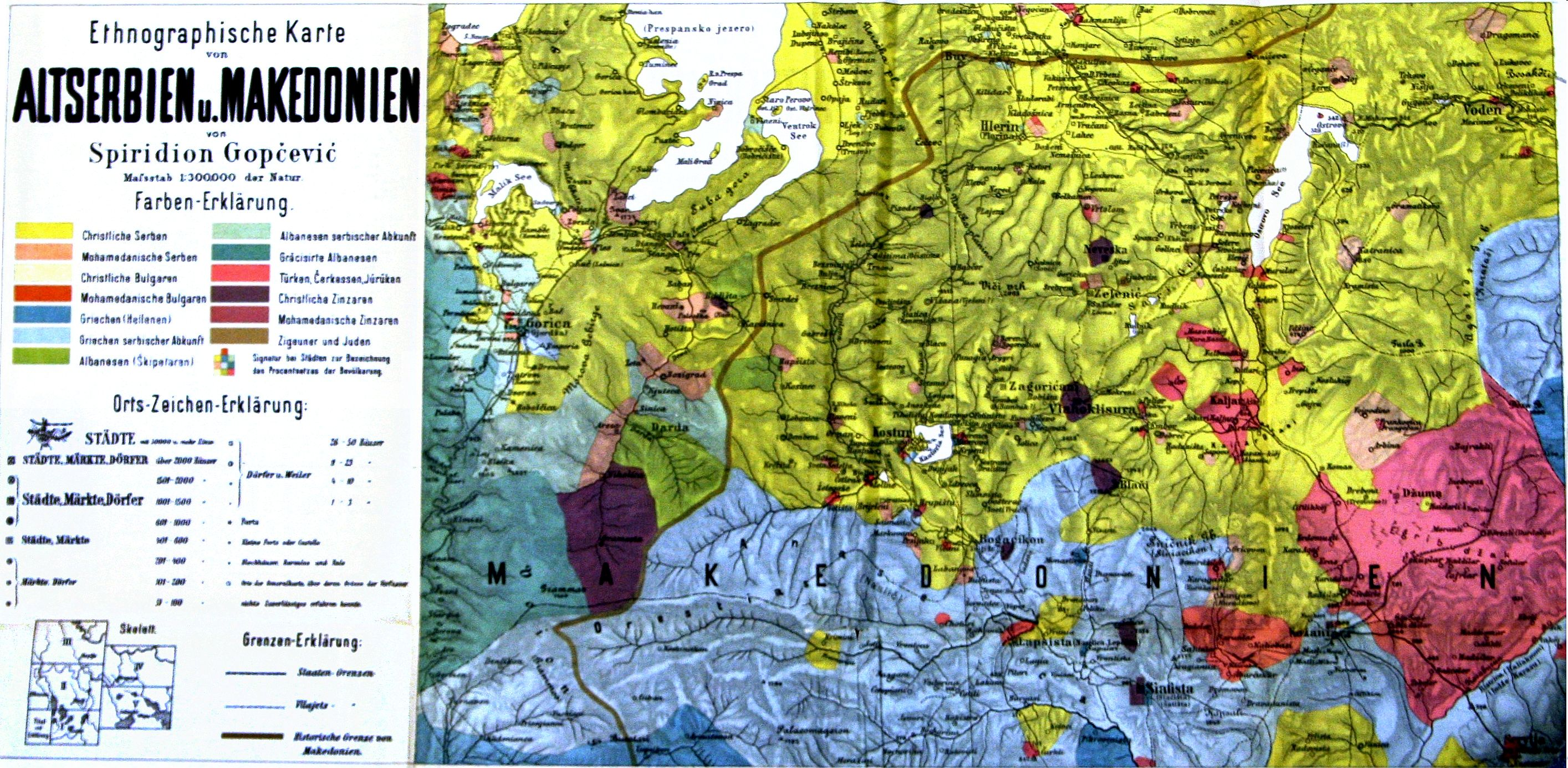
Mapa de Macedonia por Spiridon Gopčević

Entre otros trabajos, publicó un estudio etnográfico titulado Antiguas Serbia y Macedonia en 1889. Pasó un tiempo en prisión en 1893 debido a algunos de sus artículos contra el gobierno austro-húngaro, por lo que decidió abandonar su carrera periodística. Fue entonces cuando la astronomía pasó a ser el interés dominante de las actividades de Gopčević, convirtiéndola en el centro de su trabajo y de su vida.
En 1893 fundó el Observatorio de "Manora" en Malí Lošinj (actualmente Croacia), que recibió el nombre de su mujer, una acaudalada noble austríaca. En este observatorio, Spiridon utilizó el telescopio refractor de 17,5 cm para estudiar la superficie de Marte, los anillos de Saturno, y otros planetas. Finalmente debió cerrar el observatorio en 1909 por problemas financieros, y el telescopio se puso a la venta.
Fue el fundador y editor entre 1899 y 1908 del Astronomische Rundschau, una revista científica popular. Pasó varios años en Estados Unidos antes de regresar a Europa, donde editó una revista del ejército en Berlín durante la guerra. Las circunstancias de su muerte son inciertas, pero al parecer en sus últimos años había quedado en un precario estado económico.

## Publicaciones
- Montenegro und dado Montenegriner, 1877
- Oberalbanien und seine Liga, 1881
- Bulgarien und Ostrumelien, 1886
- Kriegsgeschichtliche Studien, 2 Bände, 1887
- Makedonien und Alt-Serbien, 1889
- (als Leo Brenner): Beobachtungs-Objekte für Amateur-Astronomen, 1902
- EE.UU.. Aus dem Dollarlande; Sitten, Zustände und Einrichtungen der Vereinigten Staaten, 1913
- Das Fürstentum Albanien, seine Vergangenheit, ethnographischen Verhältnisse, politische Lage und Aussichten für dado Zukunft, 1914
- Geschichte von Montenegro und Albanien, 1914
- Aus dem Lande der unbegrenzten Heuchelei. Englische Zustände, 1915
- RußTierra und Serbien von 1804-1915. Nach Urkunden der Geheimarchive von San Petersburgo und Paris und des Wiener Archivs, 1916
- Amerikas Rolle im Weltkriege, 1917
- Dado Wahrheit über Jesus nach den ausgegrabenen Aufzeichnungen seines Jugendfreundes, 1920
- Kulturgeschichtliche Studien, 1920
- Österreichs Untergang : Dado Folge von Franz Josefs Mißregierung, 1920
- Serbokroatisches Gesprächsbuch verbunden mit kurzer Sprachlehre und Wörterverzeichnis, 1920

## Reconocimientos
- El cráter lunar Brenner[3] fue nombrado en su honor (basándose en su seudónimo) por su amigo Phillip Fauth.
- Un nuevo observatorio construido en Malí Lošinj en 1993 ha recibido el nombre de “Leo Brenner“.